# Genocídios no Burundi
Desde a independência de Burundi em 1962, houve dois eventos denominados genocídios no país. Os assassinatos em massa de hutus em 1972 pelo exército dominado pelos tutsis  e os assassinatos em massa de tutsis em 1993 pela população de maioria hutu são descritos como genocídio no relatório final da Comissão Internacional de Inquérito para o Burundi apresentado ao Conselho de Segurança das Nações Unidas em 2002. 

## Antecedentes
A demografia do Burundi ao longo das décadas de 1960 e 1970 era de aproximadamente 86 por cento de hutus, 13 por cento de tutsis  e 1 por cento de Twa.  Durante a maior parte deste período, os tutsis mantiveram uma situação de quase monopólio em altos cargos governamentais e militares. O Burundi obteve sua independência em 1962 e em maio de 1965 foram realizadas as primeiras eleições pós-independência. Os candidatos hutus tiveram uma vitória esmagadora, obtendo 23 assentos de um total de 33. Mas, em vez de nomear um primeiro-ministro hutu, o rei Mwambutsa IV designou um de seus amigos tutsis. Em 18 de outubro de 1965, os hutus, irritados com a decisão do rei, tentaram um golpe de Estado. O rei fugiu do país, mas o golpe acabou por fracassar.
Anos depois, as semanas próximas de 29 de abril de 1972 seriam agitadas com interesse político dos eventos relacionados com o retorno do antigo rei, Ntare V. A partir dos complicados elementos agitados com intrigas bizantinas, Ntare foi primeiramente para Uganda. O presidente da Uganda, Idi Amin, afirmou que recebeu uma garantia escrita do presidente Michel Micombero que Ntare poderia retornar ao Burundi e viver lá como um cidadão comum. Usando um helicóptero do chefe de Estado de Uganda, Ntare chegou onde ele e seus antepassados tinham governado como reis em março de 1972. Dentro de algumas horas, foi colocado sob prisão domiciliar no antigo palácio em Gitega. Logo depois, uma transmissão oficial de rádio proclamou que Ntare estava tentando instigar uma invasão mercenária do Burundi para retomar o poder. Alguns ministros favoreciam que ele deveria ser mantido sob proteção restrita em Gitega, enquanto outros pretendiam vê-lo morto. A situação foi resolvida extraoficialmente quando Ntare foi assassinado em algum momento entre a noite de sábado, 29 de abril, e na manhã seguinte, em circunstâncias que ainda não estão claras. Se houve uma conspiração ou se sua morte esteve relacionada com a violenta insurreição em Gitega ainda não está determinado. 

## 1972
Em 27 de abril de 1972, uma rebelião liderada por alguns membros da gendarmerie da etnia hutu eclodiu nas cidades lacustres de Rumonge e Nyanza-Lac; eles declararam a "República Martyazo".  Inúmeras atrocidades foram relatadas por testemunhas oculares e os rebeldes hutus armados passaram a matar todos os tutsi à vista, bem como os hutus que se recusaram a aderir à rebelião.  Estima-se que durante esta insurreição inicial hutu, algo entre 800 a 1200 pessoas foram mortas. 
O presidente Michel Micombero (tutsi) proclamou lei marcial; suas forças armadas mataram hutus em massa.  As fases iniciais do genocídio foram claramente orquestradas, com listas de alvos, incluindo hutus instruídos — a elite — e militarmente treinados. Uma vez que isto havia sido concluído, o exército controlado pelos tutsis moveu-se contra as populações civis. As autoridades governamentais controladas pelos tutsis inicialmente estimaram que cerca de 15 mil haviam sido mortos, enquanto que os adversários hutus reivindicaram que o número era muito mais próximo de 300.000.  Hoje, as estimativas pairam entre estas duas cifras, entre 80.000 a 210.000 mortos.  Várias centenas de milhares de hutus são estimados por terem fugido do genocídio para o Zaire, Ruanda e Tanzânia. 
Durante os dias 29 e 30 de abril, os rebeldes armados (hutus) do Burundi, aliados com exilados (mulelistas) zairenses, atacaram o sul do Burundi, Gitega e Bujumbura. Pretendiam criar uma república dominada pelos hutus e se livrar dos tutsis. O governo hutu afirma que houve cerca de 50 mil mortes, sendo a maioria tutsis. No entanto, a maioria dos observadores dos acontecimentos acreditam que o número de 50.000 é grandemente exagerado. Os observadores concluíram também evidências de que houve uma tentativa de elementos hutus de depor o governo de Micombero. Houve cerca de 4 a 5 mil hutus envolvidos neste ataque. Não houve uma contagem, mas estima-se que 3.000 tutsis foram mortos durante a primeira semana. Não há nenhuma evidência de que mulelistas estiveram envolvidos com a violência, mas sinais, trajes e cânticos mulelistas foram usados. Isso foi parte de um padrão histórico de grupo majoritário ressentindo a dominação por uma minoria.
O Burundi foi declarado uma área de desastre em 1 de maio. Depois de usar $ 25.000 do fundo de contingências de auxílio da World Disaster Relief Account, o Burundi pediu aos Estados Unidos por mais $ 75.000, que foi imediatamente concedido. A maior parte do dinheiro foi usado para comprar mercadorias locais ou de países vizinhos; itens incluíam cobertores, duas ambulâncias, alimentos, roupas e transporte. 
Na imprensa houve um relatório em maio de 1973, que jovens militantes líderes estudantis hutus em Ruanda, Tanzânia e Zaire tinham inspirado e coordenado um ataque em três frentes no Burundi. 

## 1993
Em junho de 1993 no Burundi, o partido hutu Frente para a Democracia em Burundi ("Front pour la Démocratie au Burundi", FRODEBU) e seu candidato presidencial, Melchior Ndadaye, venceram as eleições e formaram o primeiro governo hutu no país. As tensões começaram a aumentar quase que imediatamente. Pequenos bandos de "gangues" de hutus e de tutsis consistentemente combateram dentro e nos arredores da capital, Bujumbura, muitas vezes crescendo em grupos maiores, armados com machetes e atacando uns aos outros. As tensões finalmente atingiram o ápice em 21 de outubro de 1993, quando o Presidente Ndadaye foi assassinado e o país mergulhou em um período de guerra civil. Algumas estruturas da FRODEBU  responderam violentamente ao assassinato de Ndadaye, assassinando "possivelmente até 25.000 tutsis" Tentando restabelecer a ordem , elementos do exército do Burundi e civis tutsis  lançaram ataques contra hutus, incluindo civis inocentes, bem como aos rebeldes, resultando em "pelo menos tantas" mortes que haviam sido causadas pela rebelião inicial.  Em 2002, a Comissão Internacional de Inquérito das Nações Unidas para o Burundi chamou o massacre em massa de tutsis de 1993 de um genocídio. 